# 梅花 (中共党员)
梅花（1970年8月—），内蒙古鄂温克旗人，鄂温克族，中国共产党党员。中华人民共和国政治人物、第十三届全国人民代表大会内蒙古地区代表。

## 生平
2018年2月24日，当选为第十三届全国人大代表。